# Сноусилл, Эмма
Эмма Лора Сноусилл (англ. Emma Laura Snowsill; род. 15 июня 1981, Голд-Кост) — австралийская триатлонистка, олимпийская чемпионка 2008 года, трёхкратная победительница мировой серии.

## Карьера
В школьные годы Эмма Сноусилл весьма успешно занималась плаванием, а в 16 лет впервые попробовала себя в триатлоне. В 2000 году она одержала победу на чемпионате мира Международного союза триатлона среди юниоров в возрасте 16—20 лет, а в 2001 году — Сиднейский юношеский олимпийский фестиваль по триатлону. Сноусилл была награждена стипендией Австралийского института спорта и названа австралийской триатлеткой года в возрастной группе 16—19 лет.
В 2003 году в новозеландском Куинстауне Сноусилл впервые стала победительницей мировой серии, а в 2004 году выиграла Кубок мира по триатлону и закончила сезон в статусе первого номера мирового рейтинга. Несмотря на это она не вошла в заявку команды Австралии для участия в Олимпиаде 2004.
В 2005 году в японском Гамагори при температуре воздуха 35 °C и 90 %-ной влажности Сноусилл во второй раз в своей карьере победила в мировой серии. Спустя год она завоевала золото на Играх Содружества, проходивших в Мельбурне.

## Личная жизнь
До 2002 года встречалась с триатлонистом Люком Харропом, братом Лоретты Харроп, завоевавшей серебро на Олимпиаде-2004. Люк погиб под колёсами автомобиля в Голд-Косте.
Эмма Сноусилл осенью 2013 года вышла замуж за немца Яна Фродено, который также как и она является олимпийским чемпионом 2008 года в триатлоне. В феврале 2016 года у пары родился сын, а спустя два года — дочь.